# دیوید تامسون (بازیکن کریکت)
دیوید تامسون (انگلیسی: David Thompson؛ زادهٔ ۱۱ مارس ۱۹۷۶) بازیکن کریکت اهل بریتانیا است.